# 47 Ursae Majoris d
47 Ursae Majoris d (viết tắt 47 Uma d) là một ngoại hành tinh quay quanh 47 Ursae Majoris, cách Trái Đất khoảng 46 năm ánh sáng tại chòm sao Đại Hùng. Phải hết 38 năm để hành tinh này đi hết quỹ đạo. 47 Ursae Majoris d có khối lượng ít nhất là 1,64 khối lượng Sao Mộc. Nó là hành tinh được phát hiện lâu nhất bởi phổ Doppler. Những bằng chứng về hành tinh này được xác định bởi Bayesian Kepler periodogram vào tháng 3 năm 2010.

Quỹ đạo của các hành tinh thuộc hệ hành tinh 47 Ursae Majoris. 47 UMa d là hành tinh ngoài cùng.